# Ezüst selyemmajom

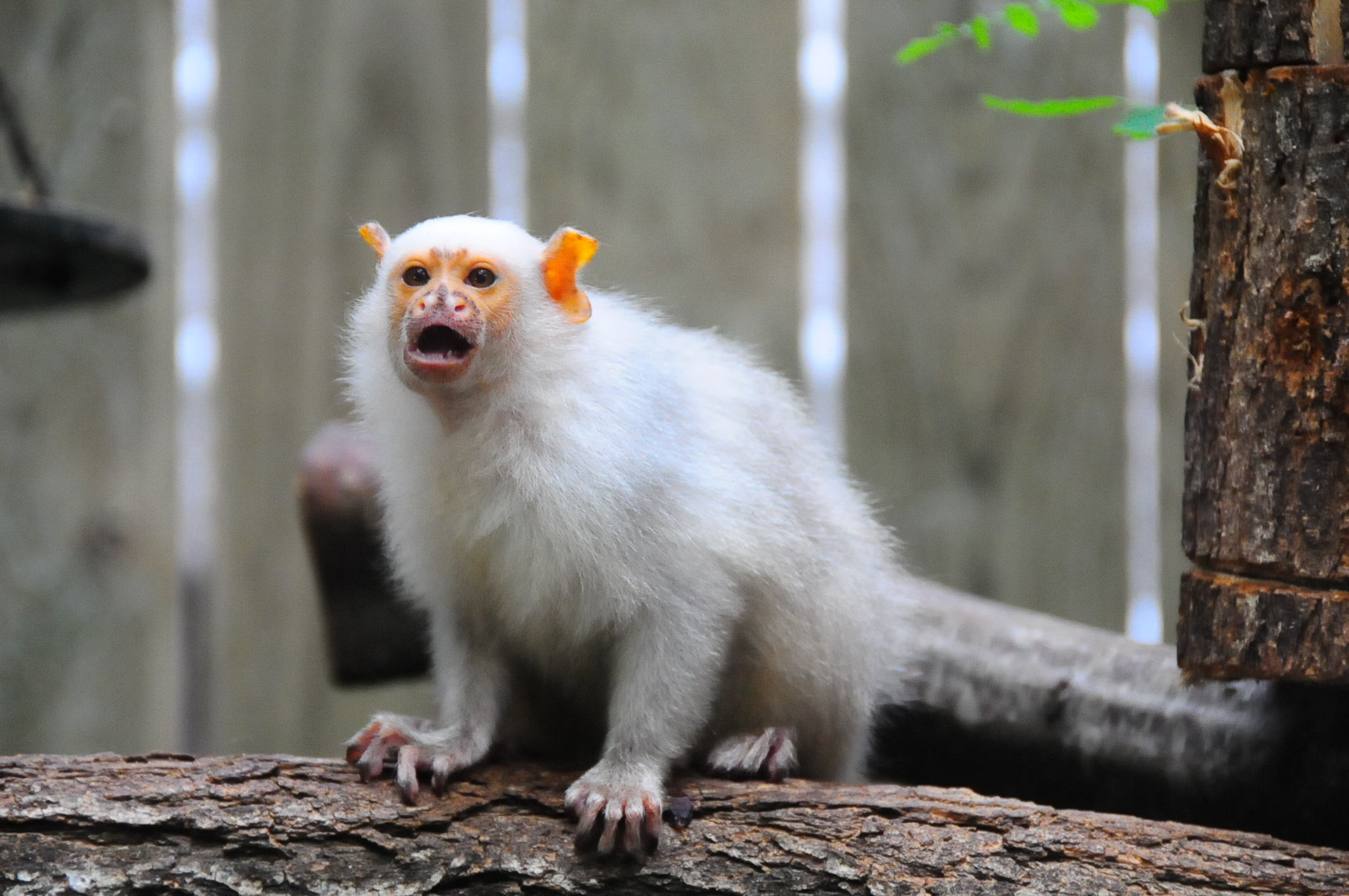

Az ezüst selyemmajom (Mico argentatus) az emlősök (Mammalia) osztályába a főemlősök (Primates) rendjébe és a csuklyásmajomfélék (Cebidae) családjába tartozó faj.
A régebbi rendszerbesorolások még önálló családként sorolták be Callitrichidae néven.
Korábban ezt a fajt is a  Callithrix nembe sorolták.

## Megjelenése
Kis termetű, feltűnően világos és igen karcsú testfelépítésű majom, nagyon hosszú farokkal. Testhossza 18–28 cm, farokhossza 26–38 cm, testtömege 300–400 gramm.  A barna vagy fekete színű farok elüt a fehér, ezüstös vagy világosbarna színű, rövid szőrzettől. A szőrzet gyakran ezüstös árnyalatú és a faroktő irányában sötétedik. Az arc a fehér színű egyedeknél vöröses vagy fehér, a sötét színváltozatúaknál viszont barna. A fülek szőtteknek, és kiállnak a szőrzetből. A has az ezüstös színváltozatúnál fehéres, a sötétebbek esetében barnás.

## Előfordulása
Az Amazonas torkolat-vidékétől délre, a folyó mentén felfelé Xingúig, a középső Madeira-szakasztól Kelet-Bolíviáig és Mato Grossóig, azonban a főfolyástól csak délkeletre él. Közeli rokona a Santarém-selyemmajom (Mico humeralifer) elterjedési területe az Amazonas középső része és a Madeira folyó torkolata között helyezkedik el.
A többi selyemmajomfajtól (Callithrix és Mico nem) elkülönült helyen él.
Az amazóniai esőerdők peremrészein, a folyópart délkeleti részének tisztásain és erdősávjaiban, Bolíviában és Mato Grossóban, de az Amazonas alsó szakaszán a zárt trópusi esőerdőkben is előfordul.

## Alfajai
- Mico argentatus argentatus – szőrzete ezüstfehér, Párában, az elterjedési terület északi, Amazonashoz közeli részén fordul elő,
- Mico argentatus melanura – szőrzete barnás színű, Mato Grossóban, Rondoniában és Kelet-Bolíviában él.

## Életmódja
Kisebb csoportokban él, melyek többnyire egyetlen szülőpárból és azok különböző korú utódjaiból állnak.
Legszívesebben a fákon tartózkodik, azonban a füves vidékekre is ellátogat, a facsoportok széleitől azonban nem távolodik el túlságosan. Természetes környezetében ez a kis – feltűnőnek tetsző – ezüstös majom csak nehezen fedezhető fel, mivel remekül álcázza magát a fatörzsek világos, gyakran szinte fehéres kérgén.
A csoportok az éjszakát a sűrű bozótban vagy egy fa odvában töltik, a nap legnagyobb részében pedig egyik gyümölcstermő fáról vándorolnak a másikra. A karmosmajmok többségéhez hasonlóan főként a magasabb fákon mozog. Kis mérete miatt ki tud mászni a vékonyabb ágakra is.
Egy csoport territóriuma 30-60 hektár között változhat. Ennek függvénye, hogy hány gyümölcstemő fa van benne. Táplálékuk java része fanedvekből áll. Emellett fogyaszt gyümölcsöt, illetve rovarokat, pókokat és madártojásokat is.

## Szaporodása

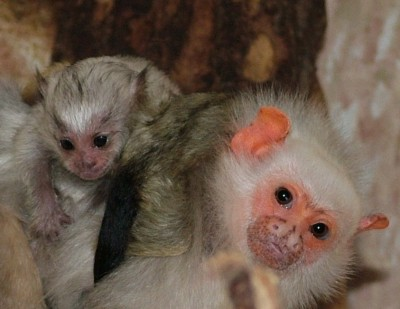
Ezüst selyemmajom kölykével

A csoportban kizárólag egyetlen pár szaporodik. A nőstény évente egyszer, mintegy 150 napos vemhessége után egy-három utódot hoz a világra, a legjellemzőbb azonban a két utódos ikerszülés.
Születés után az apa veszi át az utódok hordozását és később is csak a szoptatás idejére adja át a kicsiket az anyállatnak.
Később, ahogy a kölykök fejlődnek, a csoport többi tagja (akik többnyire a kölykök idősebb testvérei) is részt vesz gondozásukban, olykor átveszik szállításukat az apaálattól, vigyáznak rájuk, játszanak velük és megtanítják őket az önálló táplálékszerzésre.
Az utódok mintegy két év alatt lesznek ivarérettek.

## Természetvédelmi helyzete
Jóllehet az ezüst selyemmajom csupán Amazónia déli részének egyik erősen behatárolt területén fordul elő, gyakorinak mondható. 
Mivel nem csak esőerdőkben él, hanem a másodlagos erdőkben és a bozótosokban is megtalálja életfeltételeit, kevésbé veszélyeztetett faj.
Fogságban ritkán tartott faj, 
Jelenleg Magyarországon csak a Szegedi Vadasparkban található, egy kisebb csoportját gondozzák ott.

## Külső hivatkozások
- A faj szerepel a Természetvédelmi Világszövetség Vörös Listáján. IUCN. (Hozzáférés: 2009. szeptember 14.)
- Kép